# Zöld kitta
A zöld kitta (Cissa chinensis) a madarak osztályának verébalakúak (Passeriformes) rendjébe, a varjúfélék (Corvidae) családjába tartozó faj.

## Rendszerezése
A fajt Pieter Boddaert holland orvos és ornitológus írta le 1783-ban, a Coracias nembe Coracias chinensis néven.

## Alfajai
- Cissa chinensis chinensis (Boddaert, 1783) - a Himalája vonulatai, Kína déli része, Thaiföld, Mianmar és az Indokínai-félsziget északi része
- Cissa chinensis klossi Delacour & Jabouille, 1924 - az Indokínai-félsziget középső része
- Cissa chinensis margaritae Robinson & Kloss, 1919 - Vietnám déli része
- Cissa chinensis minor Cabanis, 1850  - Szumátra és Borneó
- Cissa chinensis robinsoni Ogilvie-Grant, 1906 - a Maláj-félsziget

## Előfordulása
Himalájától délre, Északkelet-Indiától Közép-Kínán, Thaiföldön, Vietnámon és Malajzián keresztül egészen Szumátra és Borneó szigetéig megtalálható. 
Természetes élőhelyei a szubtrópusi vagy trópusi síkvidéki és hegyi esőerdők, valamint cserjések, folyók és patakok környékén. Állandó, nem vonuló faj.

## Megjelenése
Testhossza 39 cm, testtömege 132-180 gramm. Megjelenésével az egyik legszínesebb képviselője a varjúfélék családjának. Színe élénkzöld vagy türkiz, a hasalji tollai kissé halványabbak. Csőrétől a tarkójáig fekete maszkot visel, mely magában foglalja a szemeket is. Hosszú farkát fehér foltok díszítik. Csőre, lába és írisze izzó vörös, szárnyai gesztenyebarnák. Mindkét nem egyforma. Feltűnő színezete miatt a helyi madárkereskedések kalitkamadárként árusítják.
|  |

## Életmódja
Táplálékát legfőképp gerinctelenek, kis testű hüllők és emlősök, kétéltűek, madárfiókák és tojások alkotják, de néha a bogyókat, gyümölcsöket is elfogyasztja. Ha teheti, a ragadozók elejtett zsákmányaiból is lakmározik.

## Szaporodása
Fészkét kúszónövények összetekeredett indáiba, fák, nagyobb bokrok ágai közé építi, melybe 4–6 (egyes források szerint 3–7) tojását januártól április-májusig rakja le. A költési időszakban a zöld kitták igencsak rejtőzködő életmódot folytatnak, ezért a pontos költési idő nem ismert.

## Természetvédelmi helyzete
Az elterjedési területe rendkívül nagy, egyedszáma pedig stabil. A Természetvédelmi Világszövetség Vörös listáján nem fenyegetett fajként szerepel.

## Média

### Képek
- "Türkisz" zöld kitta portré
- "Zöld" zöld kitta
- Elölről..., hátulról...
- Türkisz pillantás
- Sok helyütt kalitkamadárként árusítják

### Videók
- Zöld kitta a szabadban...
- ...és a washingtoni Nemzeti Állatkertben. (National Zoo, Washington)